# صبر الدين الأول
صبر الدين الأول محمد بن عمر ولشمع (ازدهر عام 1332 م) كان سلطان سلطنة أُوفات. هو ابن نحوي بن منصور بن عمر والشمع، والأخ الأصغر لحق الدين الأول. كان صبر الدين الأول من سلالة ولشمع [الإنجليزية]، كان أمير منظفة يفعات الأثيوبية الحالية. وهو السلطان الثاني عشر تولي الحكم من 1328-1332.

## السيرة شخصية
ينتمى صبر الدين الأول كما ذكر كتاب موسوعة سفير الدولة الإسلامية إلى بنو عقيل بن أبو طالب بن عبد المطلب أو بنو عبد الدار من قريش، حيث هاجر مجموعة منهم إلى القرن الأفريقي في عصور الإسلام الأولى، وأقاموا سلطنة أُوفات الإسلامية على يد مؤسس الدولة عمر ولشمع حوالى منتصف القرن 13. في الموقع بين مرتفعات إثيوبيا وبين ساحل البحر الأحمر.
صبر الدين الأول حفيد مؤسس الدولة عمر، وحفيد السلطان منصور علي. اعتلى ابن نحوي العرش سنة 1328 بعد وفاة أخيه حق الدين الأول.

## فتره حكم
حشد صبر الدين إخوانه المسلمين في هجوم مضاد في أوائل عام 1332 ضد مسيحيين الحبشة. لكنه خسر أمام جيش الإمبراطور الإثيوبي الإمبراطور عمدا صيون هزمه في المعركة، ثم شكل تحالفًا مع عددًا من الممالك الإسلامية، بما في ذلك مملكة دوارو [الإنجليزية] وبيل. قد أدى ذلك إلى إنهاء ممالك هدية وفطحار [الإنجليزية] ودوارو وأوفات المستقلة. تم القبض على صبر الدين مع حليفه الملك حيدرة من دوارو، وسُجن الاثنان معًا. عين الإمبراطور عمدا صيون خلفًا له شقيقه جمال الدين الأول على عرش يفعات، وتم ضم حلفاء عفت إلى إثيوبيا.